# Landslide
Pour plus de détails, voir Fiche technique et Distribution.
Landslide (La Vallée du danger au Québec) est un film américain réalisé par Jean-Claude Lord, sorti en 1992.

## Fiche technique
- Titre : Landslide
- Titre québécois : La vallée du danger
- Réalisation : Jean-Claude Lord
- Scénario : Peter Palliser, d'après le roman Landslide de Desmond Bagley
- Musique : Bob Mithoff
- Photographie : Tomislav Pinter (hr)
- Montage : Terje Haglund
- Production : Stein Monn-Iversen
- Société de production : The Samuel Goldwyn Company
- Pays :  États-Unis
- Langue : Anglais
- Format : couleur – 35 mm – stéréo
- Genre : Thriller, Drame
- Durée : 95 min

## Distribution
- Anthony Edwards : Bob Boyd
- Melody Anderson : Clair Trinavant
- Tom Burlinson (VF : Bruno Carna) : Howard Matterson
- Ronald Lacey : Fred Donner
- Ken James : Mac
- Joanna Cassidy : Lucy Matterson
- William Colgate : Jimmy
- Lloyd Bochner : Bull Matterson
- Guy Buller : Logger
- John Tench : Dr Susskind

## Anecdote
- Il s'agit du dernier film de Ronald Lacey, décédé quelque temps avant la sortie. Le film lui est dédié.